# Microprofessor I
Microprofessor I (ou MPF 1), foi o primeiro computador doméstico primitivo produzido pela Multitech (que mudaria seu nome para Acer em 1987), projetado para uso por hobistas e para treinamento em microeletrônica e Assembler para a UCP Z80.
Em 24 de fevereiro de 1993, a Flite Electronics de Southampton, Inglaterra, na época uma distribuidora internacional da Acer, adquiriu desta os direitos sobre o MPF 1, incluindo o firmware e os manuais de treinamento. Isso faz do MPF 1 um dos mais antigos microcomputadores sob venda contínua em todos os tempos.

## Características técnicas
- Memória: ROM: 2-8 KiB e RAM: 2 KiB–4 KiB
- Teclado: calculadora, 36 teclas, sendo 20 teclas de função (uma redefinível)
- Display: display de sete segmentos embutido, 6 dígitos
- Som: alto-falante interno
- Expansão: 1 porta de expansão genérica
- Portas: 1 conector para EPROM; Interface de gravador cassete
- Armazenamento: Gravador de fita magnética embutido